# Toccata (Chatschaturjan)
Die Toccata in Es-Moll, op. 11 ist ein Stück für Soloklavier von Aram Chatschaturjan. Er komponierte die Toccata 1932, als er Student am Moskauer Konservatorium bei Nikolai Mjaskowski war.

## Werkbeschreibung
Chatschaturjans Toccata ist der erste Satz einer dreisätzigen Suite für Klavier. Das Stück wurde jedoch schnell so bekannt, dass es meistens allein gespielt wird. Es verbindet die virtuose Tradition der „russischen (Klavier-) Schule“ mit Elementen der armenischen Volksmusik, eine Kombination, die zu jener Zeit von der sowjetischen Kulturideologie gefördert wurde.
Das Stück beginnt in einem hämmernden Rhythmus, der mit Allegro marcatissimo überschrieben ist. Nach mächtigen Akkorden erfolgt eine Überleitung in ein Vivace con brio, das seinerseits nach einem virtuosen Sechzehntellauf zum Mittelteil, einem Andante espressivo hinführt. Dieser gesangliche Teil bildet einen dramatischen Kontrast zum wilden Beginn des Stücks. Auch dieser Abschnitt ist von zahlreichen Wiederholungen geprägt und führt zu einer Reprise einiger Motive des ersten Teils. Das Stück schließt in der Coda mit einer Wiederaufnahme des kantablen Mittelteils. Eine Aufführung der Toccata dauert etwa fünf Minuten.
Zu den Musikern, die die Toccata aufgenommen haben, gehören Benno Moiseiwitsch, Shura Cherkassky, Felicja Blumental, Mîndru Katz, Ruth Laredo und Murray McLachlan. Die Uraufführung erfolgte durch Chatschaturjans Studienkollegen Lew Oborin, von dem auch eine Aufnahme des Stücks existiert.
Heute ist Chatschaturjans Toccata ein bei Musikwettbewerben wie Jugend musiziert ein angesehenes und oft gut bewertetes Werk.